# Terapia inalatoria
Con la terapia inalatoria l'acqua termale, attraverso speciali strumenti, viene frammentata e nebulizzata e trasformata in un efficace trattamento per le patologie delle vie respiratorie superiori ed inferiori e per la prevenzione e la cura delle patologie croniche. Le terapie inalatorie sono tradizionalmente utilizzate e riconosciute scientificamente nella cura delle patologie delle vie respiratorie e nella prevenzione delle riacutizzazioni infettive.

## Tipologie di terapie
Uno specialista otorinolaringoiatra consiglia al paziente il tipo di trattamento termale più idoneo tra:
- terapia inalatoria,
- Aerosolterapia a getto diretto,
- insufflazioni endotubariche soniche,
- lavaggi endonasali a getto micronizzato.

## Obiettivi terapeutici
Gli obiettivi terapeutici perseguibili attraverso le terapie inalatorie sono molteplici:
- azione antisettica,
- azione di stimolazione dell'apparato ciliare,
- fluidificazione del secreto,
- normalizzazione delle caratteristiche del muco respiratorio,
- riduzione della componente microbiologica non fisiologica.